# Stickkontakt

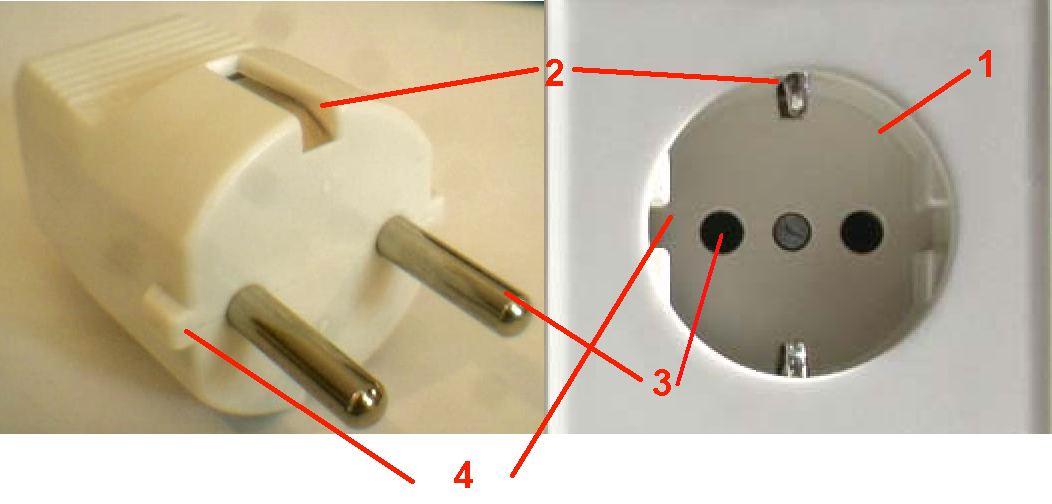
Stickkontakt och vägguttag med skyddsjord, så kallad schuko (Typ F). Detta är den vanliga standarden i stora delar av Europa

De olika ländernas standarder på stickkontakten.

Stickkontakt eller stickpropp, till vardags kallat kontakt eller stöpsel, syftar på han-delen av ett kontaktdon för hushållsbruk.
I ett antal europeiska länder finns det flera olika standarder för både 230V och 400V. Stickkontakter för 230V är Schukokontakten (jordad), europluggen (platt) och den äldre "klass 0-kontakten" (ojordad och rund).

## Historia
En tidig strömkontakt och uttag med två stift uppfanns av Harvey Hubbell (patenterad 1904). En tidigare exempel patenterades i Storbritannien (1882) och USA (1885). Idén välkomnades av företag och var vida spridd 1915. Dock var det vanligt i USA att vanliga sladdar anslöts till glödlamporna ända fram till 1920.
En Trestiftskontakt uppfanns 1928 av Philip Labre då han var på väg till skolan. Trestiftskontakter fanns till salu även år 1911 och troligen tidigare. Grunden till idén väcktes när hans värdinnas katt drog ur kontakten till en fläkt. Då värdinnan skulle sätta tillbaka kontakten fick hon en stöt. Philip kom då på att man kunde sätta dit ett stift som ledde strömmen till jorden, istället för genom den person som handhar apparaten. Den patenterades den 5 juni 1928.

## Standarder för normalt hushållsbruk
Länder som anges här är endast ett urval.
- Typ A (Nordamerika, Japan) 100-125V 15A, ojordad Standardiserad kontakt som används i olika varianter i 38 länder. Enkel kontakt med två flata stift.
- Typ B (Nordamerika) 125V 15A, jordad Som A-typen men med ett runt jordstift.
- Typ C (Europa) 250V, ojordad Rund (10A) eller platt (2,5 A) kontakt med två rundstift. Den platta kontakten kallas också europlug och passar i uttag avsedda för kontakter av typ C,E,F,H,J,K,L,N.
- Typ D (Indien, Nepal, tidigare Storbritannien) BS 546, 5A 250V, jordad Rund eller fyrkantig kontakt med två rundstift och ett något större jord-stift.
- Typ E (Frankrike, Belgien, Polen, Tjeckien, Slovakien) jordad Två rundstift och ett hål för jordstiftet som sitter i honkontakten.
- Typ F (Finland, Ryssland, Spanien, Sverige, Tyskland och många fler) 10–16A 250V, jordad Schukomodellen, två rundstift.
- Typ E/F hybrid  16A 250V, jordad Som Schukomodellen men också med ett hål för jordstiftet som sitter i honkontakten på Typ E. Finns endast som kontakt inte uttag.
- Typ G (Cypern, Irland, Malta, Storbritannien) 13A 240V, jordad och säkrad Två likriktade flatstift och ett större, vinkelrätt jordstift.
- Typ H (Israel) 16A 250V, jordad Tre runda eller flata stift.
- Typ I (Australien, Nya Zeeland, Kina, Argentina) 10A 240V Två eller tre flatstift.
- Typ J (Schweiz) 10A 250V 6-kantig kontakt med tre rundstift.
- Typ K (Danmark) 10A 250V Två flatstift och ett runt jordstift. Danmarks jordade stickkontakter passar inte i grannländernas uttag.
- Typ L (Italien) 10-16A Tre rundstift på rad.
- Typ M (Sydafrika, tidigare Storbritannien) BS 546, 15A 250V. Större variant av Typ D.
- Typ N (Sydafrika, Brasilien) 16A 250V IEC 60906-1. 6-kantig kontakt med tre rundstift.

## Kontakter för högre effekter
Perilex är en typ av stickkontakt som används för anslutning av 400V trefas. Perilexen används för hushåll mestadels till spisar och inbyggnadsugnar.
IEC-kontakten (IEC 60309-2) är en internationell standard av kontaktdon för industri eller/och utomhus bruk. Denna kontakttyp är färgkodad och håller som standard kapslingsklass IP44.
En äldre typ kallad "Semko 17" existerar som är livsfarlig att använda. Den har antingen 3-poler + skyddsjord i metallchassit eller 4-poler (3F och N) + skyddsjord i metallchassit. Elsäkerhetsverket förbjöd nyinstallation av Semko-don 1992 och rekommenderar starkt att de byts ut mot CEE-don.

## Galleri

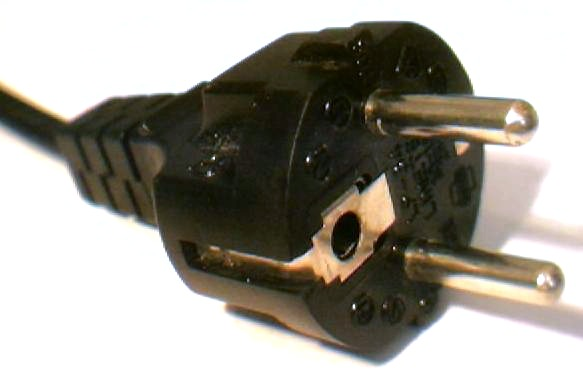
Typ E/F hybrid
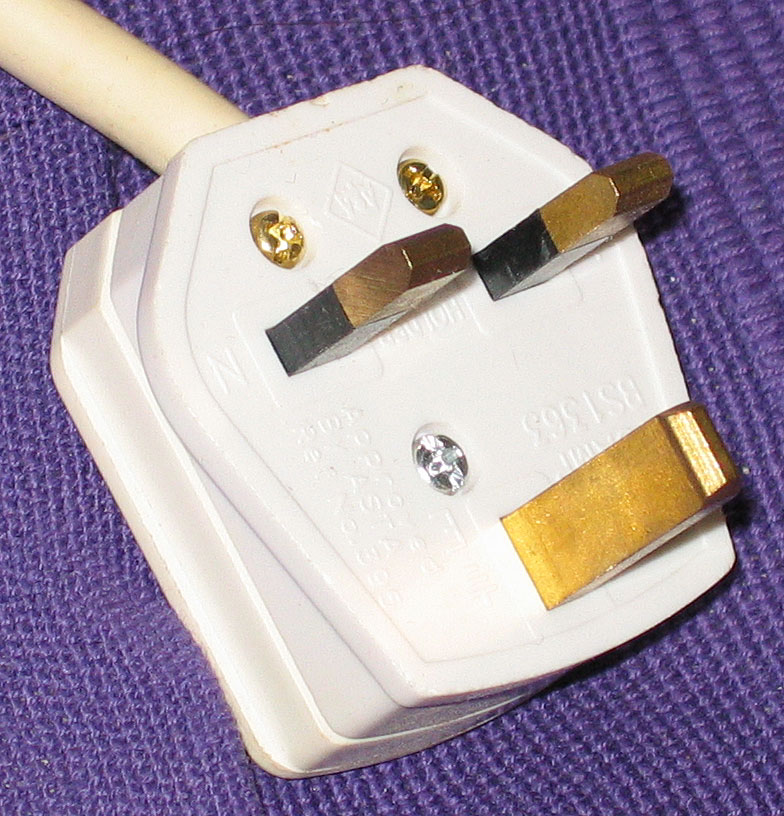
En Typ G– kontakt för bland annat Cypern och Storbritannien
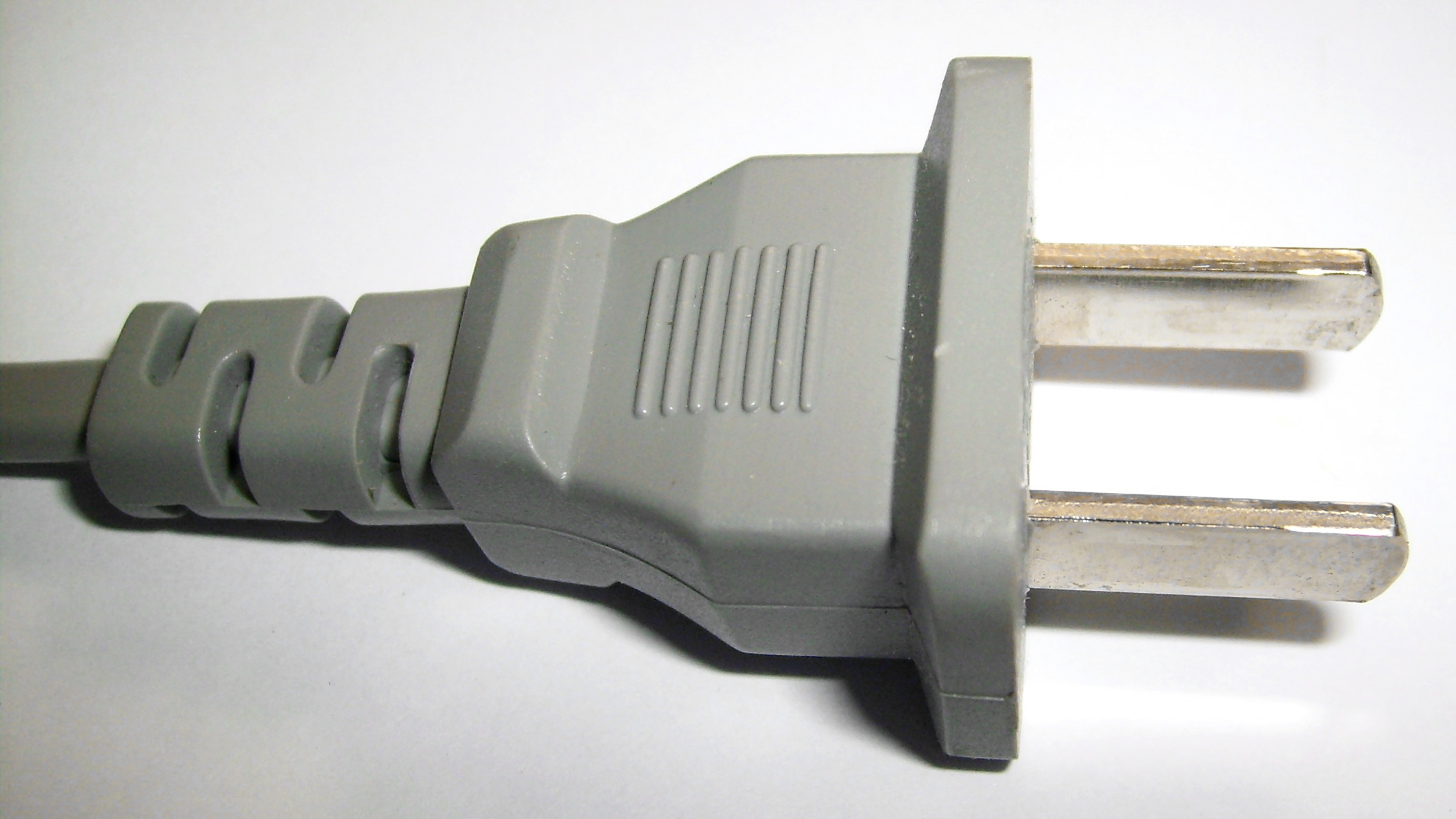
Amerikansk Typ A-kontakt
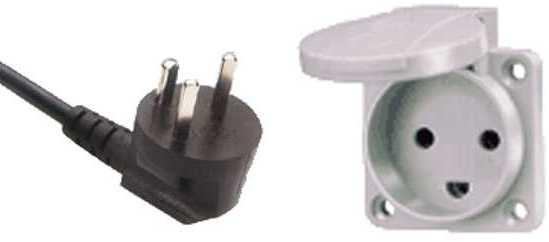
Dansk kontakt, typ K
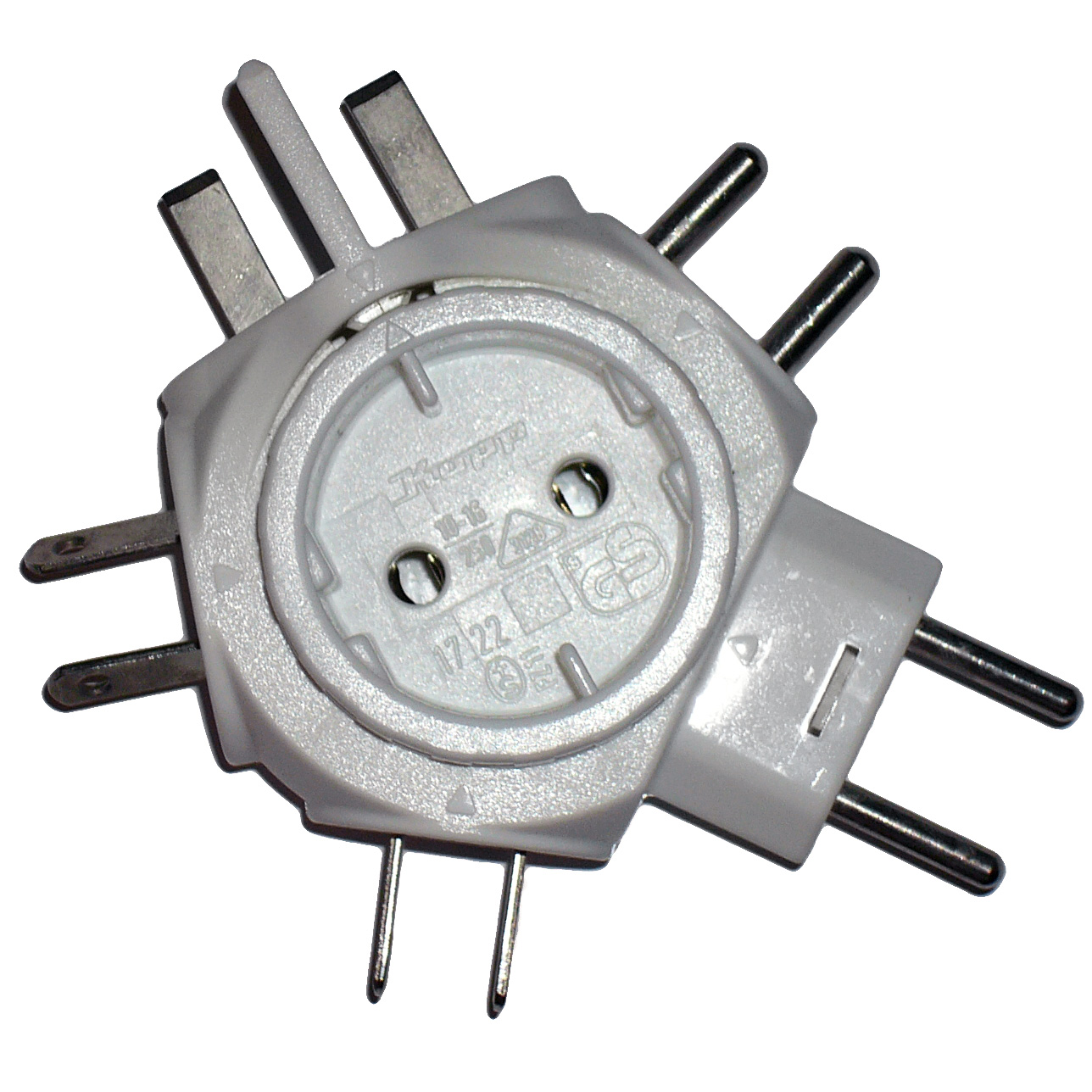
Ojordad universalkontakt, för kontakter av typ C/F passar i många olika uttag
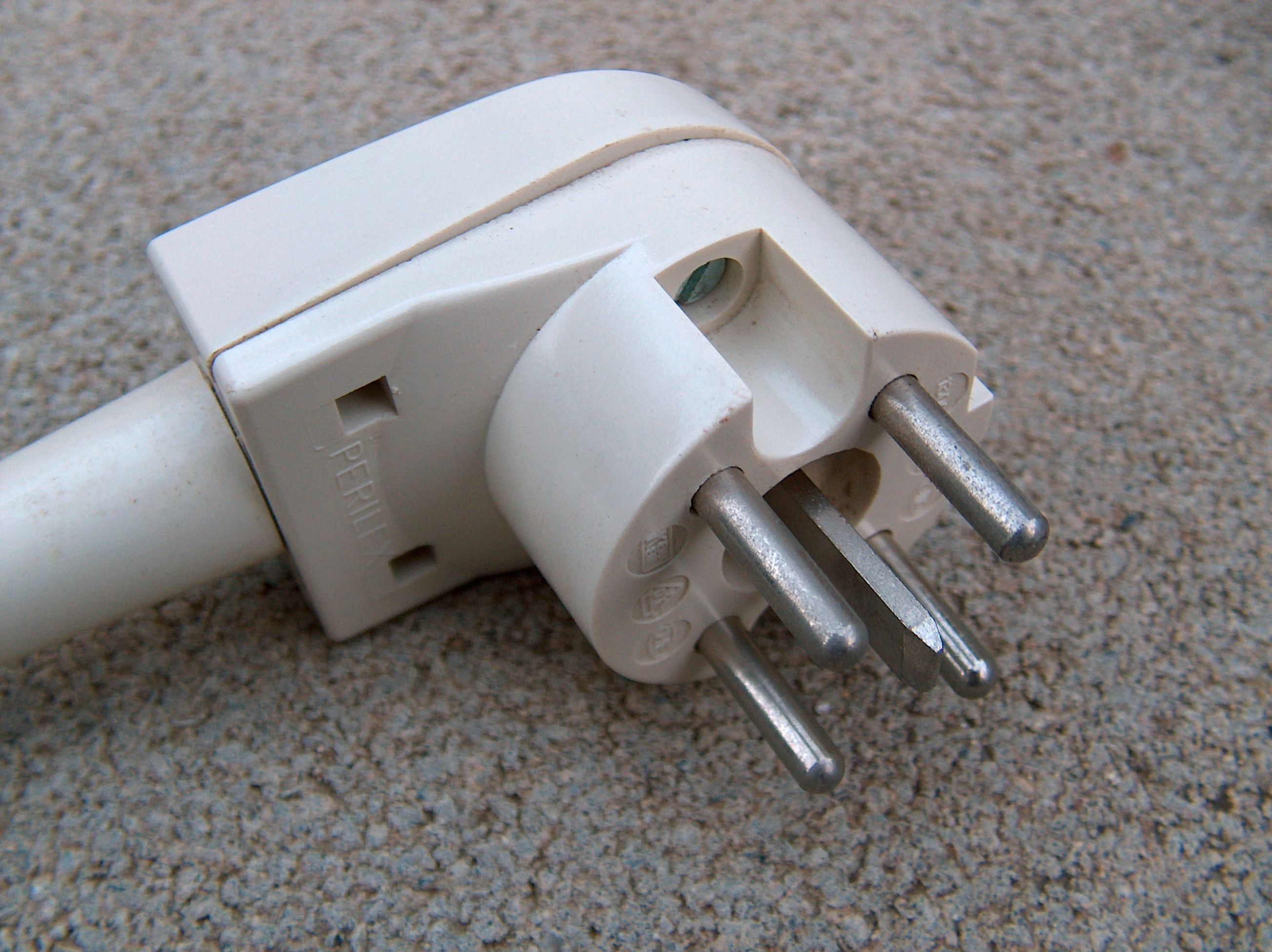
Perilexstickpropp för trefasanslutning av spisar
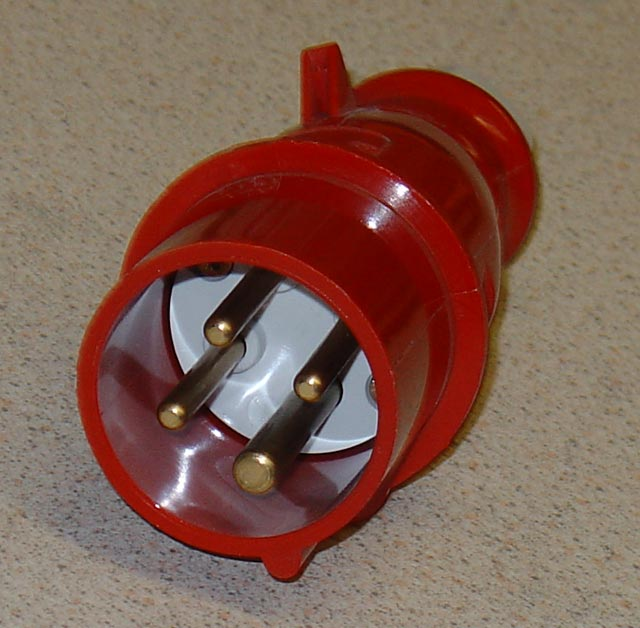
IEC 60309 16A 400V
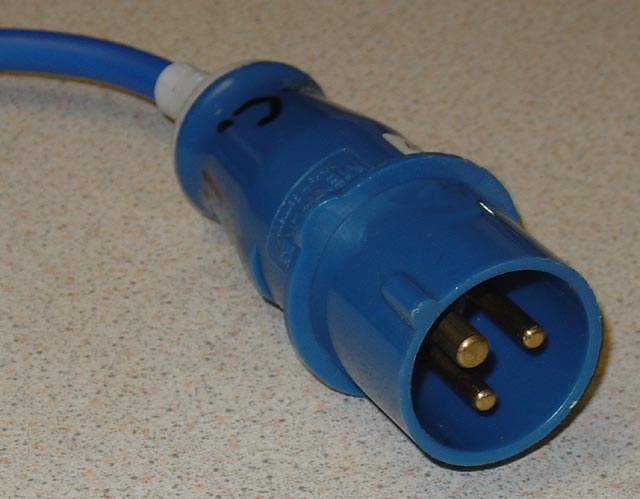
IEC 60309 16A 230V